# Aiguille de Chambeyron
Pour les articles homonymes, voir Chambeyron (homonymie).
L'aiguille de Chambeyron est le point culminant du massif de Chambeyron, du département des Alpes-de-Haute-Provence et plus généralement de la Provence à 3 412 mètres d'altitude. Il s'agit du sommet alpin le plus élevé au sud du mont Viso.

## Toponymie
Chambeyron pourrait signifier « chanvrier »,. Des dictionnaires datés de 1785 et 1920 proposent une autre étymologie issue du provençal Chambeiroun lié aux protections des jambes pendant les travaux, désignant des guêtres ou jambières,. Les anciens le prononcent d'ailleurs exactement pareil, avec le début du mot Chambeiroun prononcé toniquement Tchambeyroun. En patois local, la jambe donne tchamba et pas gamba. Ce serait alors un toponyme lié à l'équipement de montagne nécessaire. Les franchissements, qui furent d'importance vers le Piémont, ont effectivement de très nombreux longs pierriers et névés. Ce serait alors un toponyme semblable à Enchastraye (trois lieux différents en Ubaye) qu'on peut traduire par « mettre ses raquettes à neige ». Chastre désigne une petite raquette à neige ronde.
La carte de Cassini orthographie le toponyme Le Champ beiron. La carte de Guillaume Delisle (1675-1726) « Partie Meridionale du Piemont et du Montferrat », qui date de 1707, indique pour sa part Chamberon.

## Géographie

### Situation
L'aiguille se situe dans la haute vallée de l'Ubaye, à l'extrémité nord-est du département des Alpes-de-Haute-Provence. Elle est sur un chaînon latéral séparant l'Ubaye du vallon de Chambeyron, à un kilomètre de la ligne de crête principale séparant les bassins du Rhône et du Pô.
Elle est généralement peu visible de la vallée, car elle est entourée de nombreux contreforts. Elle est aussi peu individualisée, car l'arête principale court sur près de deux kilomètres à des altitudes supérieures à 3 000 m.

### Géologie
L'aiguille elle-même est constituée de la nappe du Chambeyron : calcshistes et calcaires du Malm (« marbre » rose).
Le versant NO supporte le glacier du fond de Chauvet, ainsi que le glacier rocheux de Chauvet (loupe de glace laissée par le glacier, en voie de disparition). La face N supporte elle les glaciers de Marinet, qui se sont séparés dans la seconde moitié du XXe siècle, ainsi que le glacier rocheux de Marinet. Ces glaciers sont les plus méridionaux des Alpes françaises.

## Premières ascensions
- 1879 : versant ouest par William Auguste Coolidge avec les guides Christian Almer père et fils.
- Août 1883 : arête est par J. Nerot et les guides Giraud Lézin, Antoine Jouve et Joseph Risoul.
- 1926 : face nord (couloir Jean Coste) par Jean Coste.

## Alpinisme
L'aiguille de Chambeyron, étant moins visible et moins bien individualisée que le Brec de Chambeyron, est plus rarement gravie.

### Voie normale, face Sud
La voie normale se déroule dans la face S, à partir du refuge du Chambeyron. Elle remonte différents systèmes de vires dans la voie, en passant par la brèche Nérot-Vernet (3 251 m, à l'est du sommet sur la crête faîtière). Rocher pas toujours bon, difficulté PD avec passages de III inf.
La variante par l'arête Est est aussi pratiquée, plus difficile et en meilleur rocher (AD, IV). Elle part de la brèche Nérot et suit l'arête jusqu'au sommet.

### Voie historique, versant Nord-Ouest

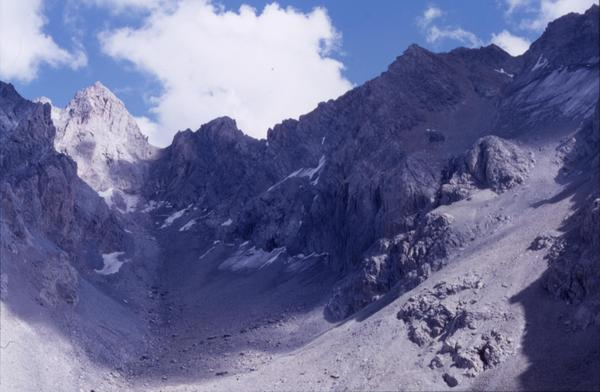
Versant NO de l'aiguille. L'aiguille est au fond à droite, le glacier rocheux au premier plan.

La voie historique de Coolidge remonte l'intégralité du vallon de Chauvet. Elle semble actuellement abandonnée, en raison entre autres de sa longueur (1 800 m de dénivelé), dont la plus grande partie est de la randonnée sans difficulté alpine, et de l'absence de refuge sur ce versant. Elle était cotée F (H Gentil, 1981), mais le terrain a évolué à cause de la fonte des glaciers et névés.

### Autres voies

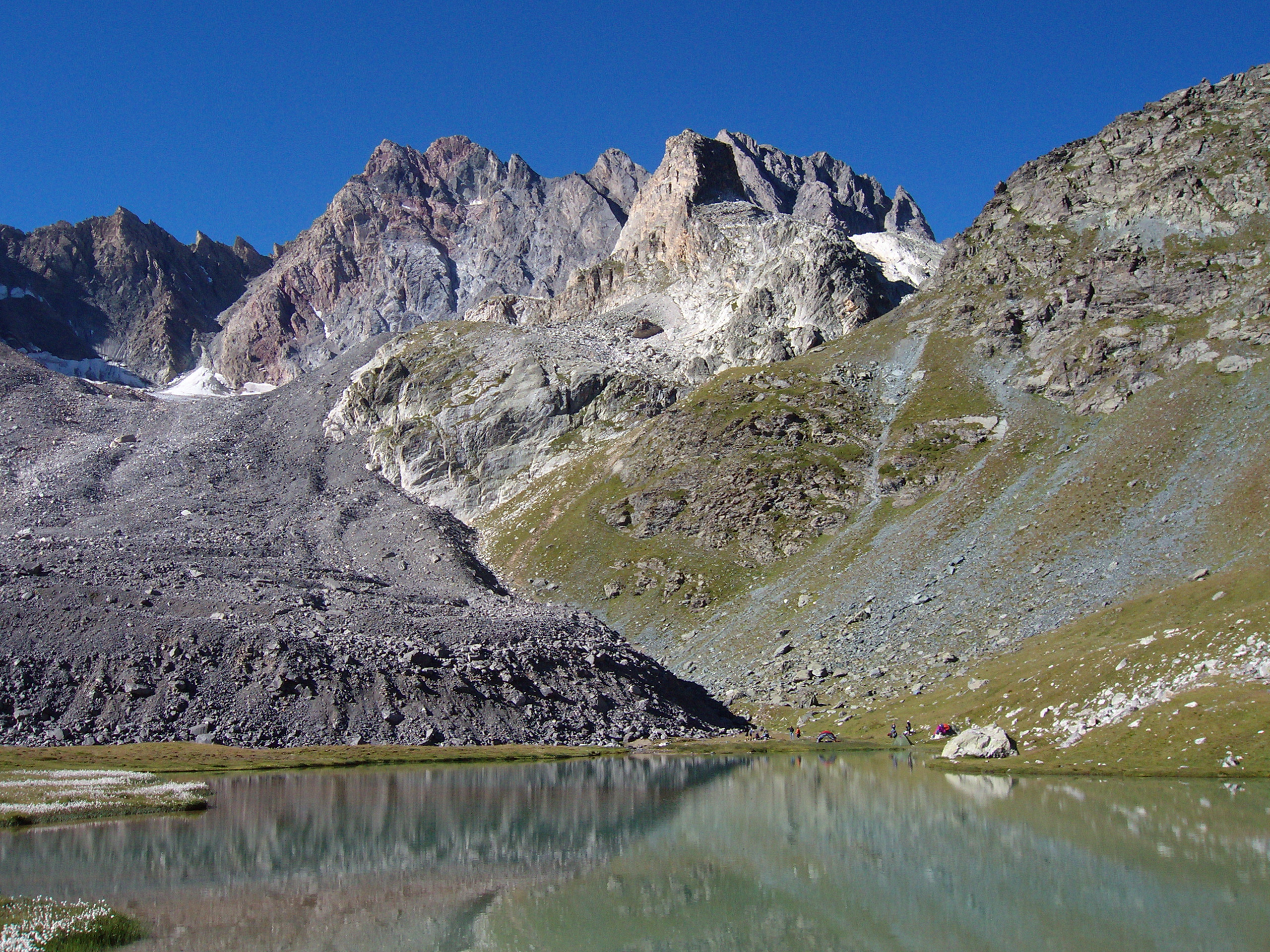
Face Nord de l'aiguille, avec le lac et le glacier du Marinet. La brèche Nérot-Vernet est à gauche du sommet, le couloir Nérot est visible sous la brèche

Au printemps, il est possible d'accéder à la brèche Nérot-Vernet par le versant Nord, via le glacier du Marinet et un couloir de neige (40° max, PD à AD). D'autres itinéraires en neige ou mixte se déroulent en face N, difficulté AD ou D. Ces itinéraires ne sont praticables que par bonnes conditions, en début de saison.